# احمد محمود
احمد اعطا با نام ادبی احمد محمود (۴ دی ۱۳۱۰، اهواز – ۱۲ مهر ۱۳۸۱، تهران)
نویسندهٔ معاصر ایرانی بود. او را پیرو مکتب رئالیسم اجتماعی می‌دانند.
معروف‌ترین رمان او، همسایه‌ها، در زمرهٔ آثار برجستهٔ ادبیات معاصر ایران است.

## تولد و جوانی

احمد محمود در دههٔ ۱۳۴۰

احمد اعطا در ۴ دی ۱۳۱۰ در شهر اهواز از پدری کُردتبار و مادری دزفولی الاصل به دنیا آمد. خانواده پدری احمد محمود اصالتاً از کُردهای کلهر کرمانشاه بودند که دو نسل قبل به دزفول مهاجرت کرده‌بودند. مادرش دزفولی بود و او با وجود تولد در شهر اهواز به دلیل تعلق والدینش به دزفول بیشتر خود را دزفولی می‌دانست. در برخی از آثارش چون همسایه‌ها و مدار صفر درجه واژه‌ها و جملاتی به گویش دزفولی به چشم می‌خورد و نیز شخصیت «نعمت» در داستان «غریبه‌ها و پسرک بومی» از کتابی به همین نام نیز از یکی از اهالی دزفول به نام نعمت‌الله علائی (سیاهپوش) گرفته شده که حکایت زندگی او را در زمان جنگ جهانی دوم و در زمان اشغال دزفول به دست نیروهای متفقین و مبارزاتش با آنها را نگاشته‌است.
پدرِ احمد محمود در سال ۱۳۵۶ و مادرش در سال ۱۳۷۹، دو سال پیش از مرگِ خودش درگذشت.

در سال ۱۳۲۷ با دخترعمّه‌اش ازدواج کرد و در سال ۱۳۲۹ دوره متوسطه را شبانه در دبیرستان شاهپور اهواز به پایان رساند.

## سیاست، زندان و تبعید
پس از سپری کردن دوران تحصیلات ابتدایی و متوسطه در زادگاهش، به دانشکده افسری ارتش راه یافت، اما ازجمله تعداد زیاد دانشجویان دانشکدهٔ افسری بود که پس از کودتای ۲۸ مردادماه سال ۱۳۳۲ بازداشت و سپس بخش‌بخش آزاد شدند؛ درحالی‌که تنها ۱۳ نفر از آنان در زندان باقی ماندند.
او یکی از دانشجویانی بود که توبه‌نامه‌ای امضا نکرد و به همکاری با حکومت پهلوی تن نداد. به همین دلیل مدت زیادی را در زندان به‌سر برد که گویا مشکل ریوی او که در نهایت به مرگش منجر شد، یادگار همان دوران بوده‌است.
مدتی هم در حوالی خلیج فارس، از جمله در بندر لنگه، در تبعید به سر برد والبته خودش از این دوران با عنوان: «... زمانی که گرفتار بازی سیاست شده بودم!» یاد می‌کند.

## داستان‌نویسی
در سال ۱۳۳۳ نخستین داستان کوتاهش به نام «صب می‌شه» در مجله امید ایران منتشر شد، و در سال ۱۳۳۸ توانست اولین مجموعه داستانش به نام مول را با سرمایه شخصی به چاپ رساند.
او خود می‌گوید:
 بعد از انقلاب به اصرار خودم بازخرید شدم و خانه‌نشین شدم تا شاید به درد درمان‌ناپذیری که همه عمر با من بود - و هست - سامان بدهم. دیر بود اما چاره نبود.

### جنجال جایزه بیست سال ادبیات داستانی
به‌گفته عطاءالله مهاجرانی وزیر ارشاد وقت ایران، قرار بود در جشنواره بیست سال ادبیات داستانی در ایران که وزارت فرهنگ و ارشاد اسلامی در سال ۱۳۷۶ برگزار کرد، جایزهٔ ویژهٔ هیئت داوران به کتاب مدار صفر درجه احمد محمود اختصاص یابد، اما به‌دلیل مخالفت سید علی خامنه‌ای رهبر ایران، این جایزه اهدا نشد.
مهاجرانی می‌نویسد: «فرموده بودید جشنواره متوقف شود؛ با شما به تفصیل دربارهٔ نویسندگان صحبت کردم؛ دربارهٔ تک‌تک نویسندگان و کارشان بحث کردیم. خوشبختانه دربارهٔ ۱۹ نفر راضی شدید و پذیرفتید که جایزه بدهیم. تنها نقطهٔ مقاومت شما رمان مدار صفر درجه احمد محمود بود که از قضا به عنوان رمان برگزیدهٔ بیست سال ادبیات داستانی انتخاب شده بود و من هیچ‌گاه نگاه بهت‌زده و غم‌آلود احمد محمود را از یاد نمی‌برم… حتماً به یاد دارید فرمودید این رمان ضدجنگ است! گفتم مگر شما ضدجنگ نیستید؟! جنگ یک شَـرِ ناگزیر است و نه یک خیرِ لازم… !»

## بیماری و مرگ
احمد محمود در اواخر عمر دچار بیماری تنگی نفس شد و این بیماری در سال ۱۳۸۰ یک بار او را به بیمارستان کشاند. در اول مهرماه ۱۳۸۱ بار دیگر حال او به وخامت گرایید و پس از انتقال به بیمارستان و بستری شدن، در روز جمعه ۱۲ مهر سال ۱۳۸۱ به دنبال یک دورهٔ بیماری ریوی در بیمارستان مهراد در تهران درگذشت و در امامزاده طاهر کرج به خاک سپرده شد.

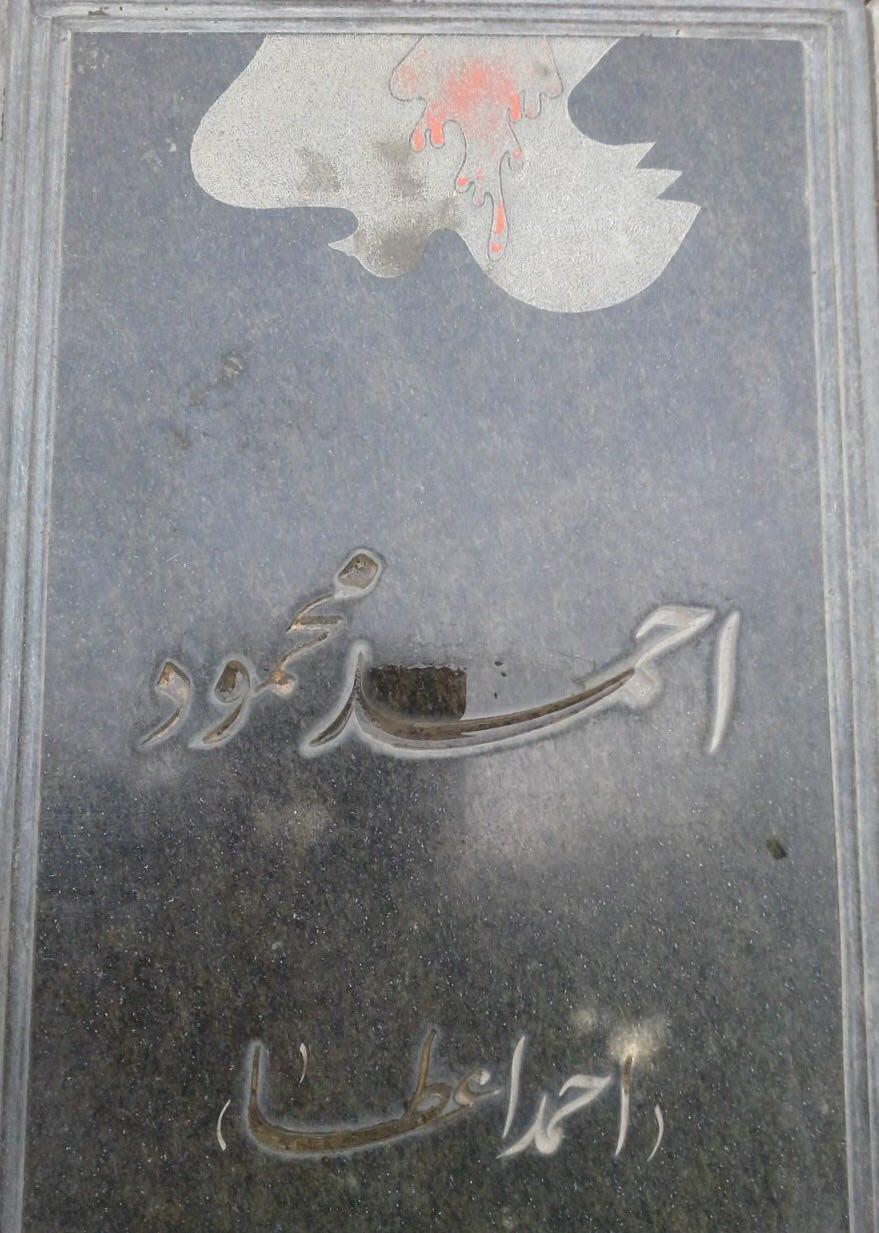
مزار احمد محمود در امامزاده طاهر کرج

## نوشته‌ها

### مجموعه‌های داستان
- مول (۱۳۳۶)
- دریا هنوز آرام است (۱۳۳۹)
- بیهودگی (۱۳۴۱)
- زائری زیر باران (۱۳۴۶)
- پسرک بومی (۱۳۵۰)
- غریبه‌ها (۱۳۵۰)
- دیدار (۱۳۶۹)
- قصه آشنا (۱۳۷۰)
- از مسافر تا تبخال (۱۳۷۱)

### رمان‌ها
- همسایه‌ها (۱۳۵۳)
- داستان یک شهر (۱۳۵۸)
- زمین سوخته (۱۳۶۱)
- مدار صفر درجه (۱۳۷۲)[۱۱]
- درخت انجیر معابد (۱۳۷۹)، برندهٔ دورهٔ اول جایزهٔ هوشنگ گلشیری به عنوان بهترین رمان.
- آدم زنده - با نامِ مستعارِ ممدوح بن عاطل ابونزال (۱۳۷۶)

### دیگر آثار
- دو فیلمنامه
- حکایت حال، گفتگوی احمد محمود با لیلی گلستان، انتشارات معین

## جایزه‌ها
- جایزه پکا برای «مجموعه آثار»[۱۲]
- جایزهٔ هوشنگ گلشیری برای درخت انجیر معابد به عنوان بهترین رمان[۱۳]